# Joop van Gils
Josephus Johannes Alphonsus (Joop) van Gils (Made en Drimmelen, 16 maart 1927 – Breda, 13 maart 2024) was een Nederlands burgemeester. Hij was lid van de KVP en later het CDA.

## Loopbaan
Hij groeide op in Made en Drimmelen waar zijn vader A.J.A. van Gils van 1919 tot 1943 burgemeester was. Hij werkte als referendaris bij de gemeentesecretarie van Hilversum voor hij in juli 1967 benoemd werd tot burgemeester van Maasdriel. In november 1976 volgde zijn benoeming tot burgemeester van Didam wat hij tot zijn pensionering in 1992 zou blijven. 
Zijn oudere broers André van Gils en Embère van Gils waren eveneens burgemeester. Joop van Gils overleed in 2024, drie dagen voor zijn 97e verjaardag.